# Dorcadion nitidum
Dorcadion nitidum là một loài bọ cánh cứng trong họ Cerambycidae.